# Ахінґер (герб)
Ахінґер (Айхінґер, Айхіґєр, Бажиньскі, Вевюрка, пол. Achinger, Aichinger, Ajchinger, Ajchigier, Bażyński, Wiewiórka) — польський шляхетський герб, що походить з Німеччини.

## Опис
У золотому полі червона вивірка (пол. Wiewiórka) з піднятим на спині пухнастим хвостом присівши повернена вправо. У нашоломнику розміщена фігура такої самої вивірки, розміщена між двома слоновими хоботами (трубами, оленячими рогами).

## Історія
Герб німецького походження, з'явився в Польщі в середині XV ст.

## Роди
Адамські, Афнери, Айхінґерські, Ахінґери, Барвінські, Бервінські, Дентери, Ігнатовичі, Ігнатовські, Іхнатовичі, Іхнатовські, Лешневські, Пільховські, Пліховські, Ричевські, Ричовські, Ришевські (пол. Achinger, Adamski, Afner, Aychingerski, Barwiński, Berwiński, Denter, Ichnatowicz, Ichnatowski, Ihnatowicz, Ihnatowski, Leszniewski, Pilchowski, Plichtowski, Ryczewski, Ryczowski, Ryszewski).